# Elliptio folliculata
Elliptio folliculata är en musselart som först beskrevs av I. Lea 1838.  Elliptio folliculata ingår i släktet Elliptio och familjen målarmusslor. IUCN kategoriserar arten globalt som livskraftig. Inga underarter finns listade i Catalogue of Life.